# Кнобкері

Кнокбері

Кнобкері (англ. knobkerry, knobkerrie, knobkerie, афр. knopkierie) — підвид палиці, яка використовується переважно в Південній та Східній Африці. Як правило, вони мають велику ручку на одному кінці і можуть використовуватися для кидання в тварин на полюванні або для того, щоб ударити ворога по голові.
Кнобкері зазвичай мають довжину близько 45–50 см (18–20 дюймів) з довгим вузьким стрижнем для руків'я та важкою ручкою на кінці. Формою ця палиця схожа на ірландську шилейлу та східноафриканський рунгу.

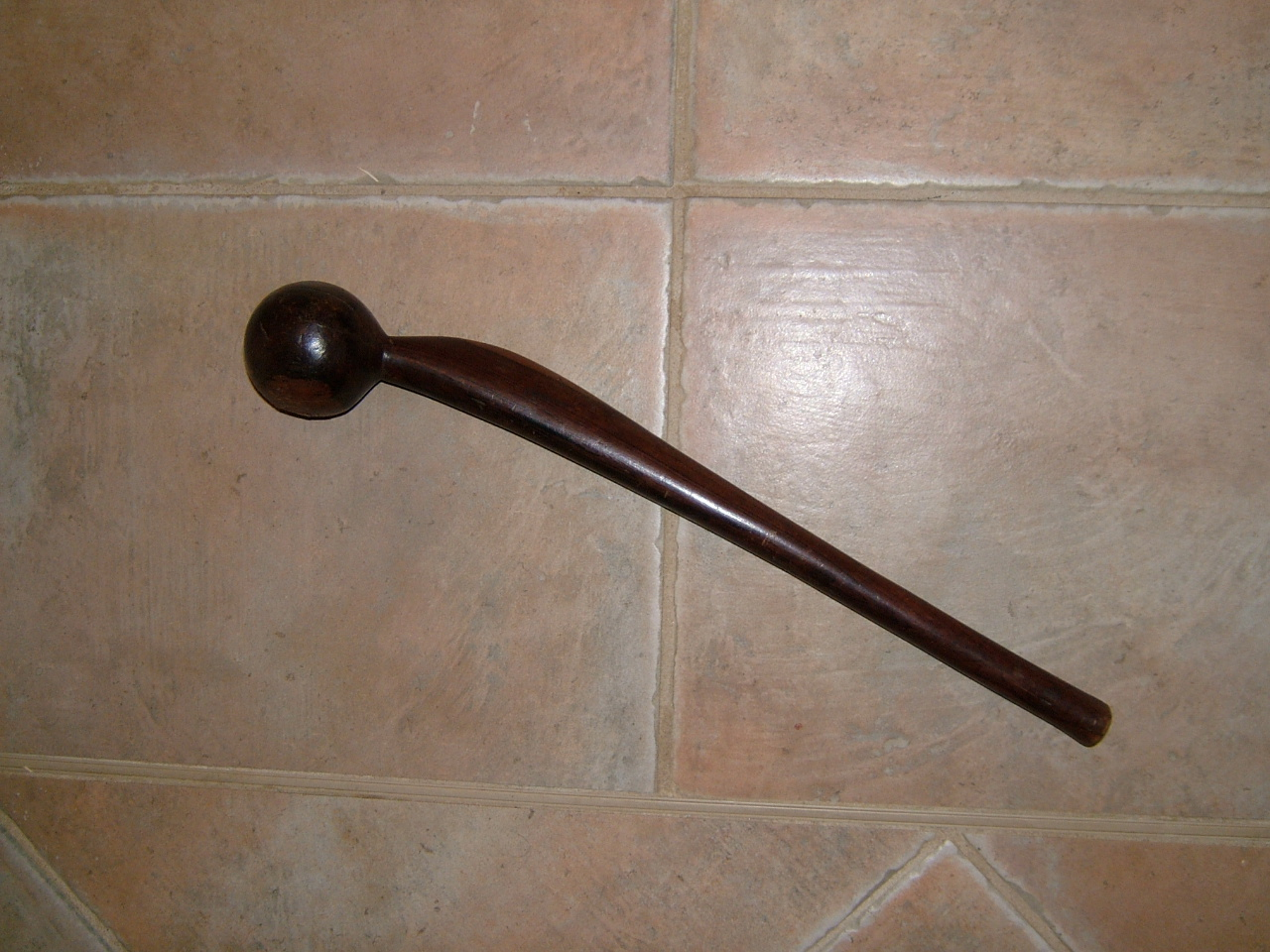
Зулуський івіса

## Назва
Слово knopkierie походить від афр. knop, що означає «кругла дверна ручка» або «куля», і слова з мови нама kirri, що означає «тростина». Назва вживається і щодо подібної зброї, яку використовували корінні народи Австралії, островів Тихого океану та інших місць, а також щодо палиці, що використовувалася в британській армії.

## Межі поширення
Кнобкері було незамінною зброєю війни як в Африці, так і за її межами. В Африці зброя знайшла особливе застосування серед народів нгуні. Зулуси ж називали цю зброю івіса. Івіса рідко використовувалася в бою, хоча іноді їх використовували як метальну зброю замість списа. Натомість зулуси використовували івісу як декоратвну палицю, церемоніальні предмети або навіть як табакерки. У 20 столітті націоналістичний рух зулусів Інката розглядав івісу як традиційну зброю і лобіював право носити таку зброю публічно.

## Різновиди кнокбері
Варіант ндебеле був відомий як індуку і схожий за дизайном на зулуський варіант івіса. Його використовували як декоративну тростину або метальну зброю. Індуку також можна було перетворити на руків'я бойової сокири, яку, на відміну від зулусів, народ ндебеле використовували як бойову зброю. Палиці цонга також були схожі на івісу та ндебеле зі сферичними головками, але варіанти з більш видовженими овальними головками також використовувалися на території нинішнього Мозамбіку. Сото під керівництвом Мошвешве не застосовувало зброю і тактику в стилі зулусів, тому на відміну від зулусів використовувало кнобкері під час військових дій.
За межами Африки британці називали словом knobkerries свої окопні палиці під час Першої світової війни, хоча їх форма часто не була ідентичною з африканською.
Одним з різновидів кнобкері є моламу або токка — палиця, яка може бути тростиною для ходьби, а також зброєю. Моламу виготовляють з дерева Olea africana. Це бойова палиця, яку носять чоловіки та хлопчики з пубертатного віку. Моламу — це ознака мужності, усі посвячені чоловіки носять його після повернення з ініціації. Моламу традиційно передається від одного покоління до іншого, коли чоловіки проходять посвяту. Він використовується, щоб заявити богам, що юнак повернувся з посвяти, і заручається їх підтримкою та благословенням. Моламу також використовується для навчання юнаків бойовому мистецтву сесото.

Прапор Лесото

Після публічного представлення посвяченого як дорослого члена суспільства сесото, моламу зазвичай зберігається на стелі будинку.
У сучасній південній Африці також можна знайти декоративні варіації, які носять нове призначення після повернення до своїх домівок. Вони служать аксесуарами для нарядів, які юнаки носили на знак святкування після своєї ініціації.

## Час використання
Під час епохи апартеїду в Південній Африці їх часто носили й використовували протестувальники, а іноді й поліція, яка протистояла їм. Кнобкері все ще широко поширені, особливо в сільській місцевості, у мирні часи вона служить як палиця, іноді декоративна. Кнобкері досі зазвичай носять протестувальники.
Кнобкері зазвичай зображені на національних та інших символах у Південній Африці. У Південній Африці вони зображені на південноафриканському гербі, адже лежачі кнобкеррі символізують мир. Вони також зображені на ордені Менді за хоробрість. Кнобкеррі з'являвся на колишньому прапорі Лесото в період з 1987 по 2006 рік, на гербі та королівських штандартах Лесото з моменту його незалежності в 1966 році, а також на гербі колишньої республіки Кіскей.